# Phtheochroa meraca
Phtheochroa meraca es una especie de polilla de la familia Tortricidae. 

## Distribución
Se encuentra en Puebla, México.